# オルンバウ
オルンバウ (ドイツ語: Ornbau) は、ドイツ連邦共和国バイエルン州ミッテルフランケンのアンスバッハ郡に属す郡所属市で、ヴァイデンバッハとともにトリースドルフ行政共同体を形成する。

## 地理
オルンバウはニュルンベルクの南西60km、フランケン湖水地方周辺部のアルトミュール川沿いに位置する。

### 市の構成
本市は、公式には6つの地区 (Ort) からなる。このうち小集落や孤立農場などを除く集落を以下に列記する。
- ゲルン
- オーバーミュール
- オーベルドルフ
- オルンバウ

これらの他に小集落のハークとタウゲンロートがあるが、これら6地区は、市町村合併前は独立した市町村であった。

## 歴史
オルンバウは、838年に初めて文献上で言及される。名前は、"Arenburen" から世紀を経るうちに変化し、1800年頃から現在の名前が一般に用いられるようになった。1300年頃にはすでに、オルンバウに代官所が設けられている（1229年から市場開催権を有している）。この村は、城壁で囲まれた部分と防御施設を持たない入植地とからなる。オルンバウとその周辺地域は、ミニスターとも呼ばれるアムトマンを生み出している。税関や裁判所からの収入は、アイヒシュテット司教の懐に入っていった。エッティンゲン伯の干渉に対して、ハプスブルク家の皇帝ルドルフ1世は、1313年に明文を持ってオルンバウ周辺地域が司教領主に所有権があることを認めた。また皇帝は、防衛施設を建設すること、市壁を巡らすことを許可した。これにより入植地は都市権を持つ都市としての機能を備えることとなった。

## 行政

### 市議会
市議会は12議席で、これに市長が加わる。

### 紋章
市の紋章は、司教杖を持つ獅子の図柄である。この紋章は1674年から用いられている。

## 文化と見所

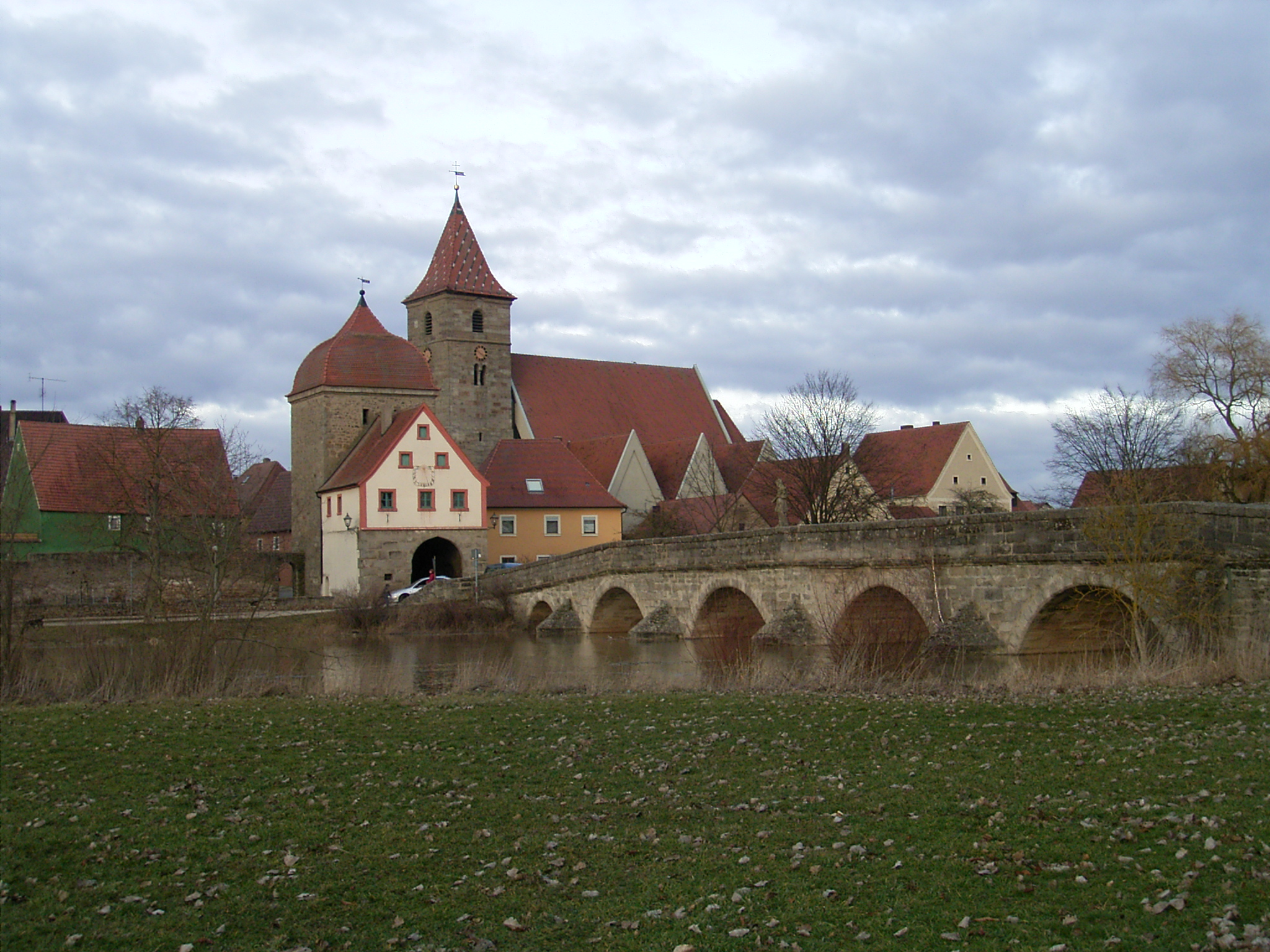
オルンバウとアルトミュール橋

### 建築
- アルトミュール橋
- 市壁
- ディープストゥルム（泥棒の塔）
- 聖ヤコブス教会
- 墓地教会
- オルンバウ墓地のビエーヴル (Bièvre) 記念碑
  - Georg Franz Maréchal Marquis de Bièvreは、オルンバウの郷土誌の共著者である。彼は、コメディーやコントの作者でもあり、トリースドルフのアンスバッハ辺境伯の宮廷で話題となった。1789年に天然痘にかかり亡くなったため、カトリック信者であるにもかかわらず、トリースドルフに埋葬されなかった。彼の若い愛人であるアンナ・パス・デ・パッサルが、1817年にこの記念碑を建立した。

### 年中行事
- 謝肉祭の仮装行列（謝肉祭の最後の日曜日）
- 旧市街祭およびヤコブ教会祭（7月の最後から2回目の週末）
- オルンバウに本部を置く "Vereins der Heckflossenfreunde"（メルセデスのクラシックカー愛好会）の聖霊降臨祭集会

## 人物

### 出身者
- フランツ・クサヴァー・フォン・ツォットマン: ティラスポール司教
- アロイス・ヨーゼフ・ケスラー: 大司教

## 引用
1. ↑  https://www.statistikdaten.bayern.de/genesis/online?operation=result&code=12411-003r&leerzeilen=false&language=de Genesis-Online-Datenbank des Bayerischen Landesamtes für Statistik Tabelle 12411-003r Fortschreibung des Bevölkerungsstandes: Gemeinden, Stichtag (Einwohnerzahlen auf Grundlage des Zensus 2011)
2. ↑  Bayerische Landesbibliothek Online